# كويتشي سوجياما
كويتشي سوجياما (باليابانية: すぎやまこういち) مواليد 11 أبريل 1931 في طوكيو، اليابان، هو ملحن وموسيقي ياباني بدأ مسيرته الفنية عام 1958. معروف بتلحينه لسلسلة ألعاب الفيديو دراغون كويست التي يتم نشرها عن طريق سكوير إنكس. كما قام بتلحين العديد من الأنمي والأفلام والبرامج التلفزيونية، مثل جنود السايبورغ. ذكر الملحن نوبو أويماتسو في مقابلة معه أن كويتشي سوجياما يشكل مصدر إلهام له.

## السيرة الذاتية
ولدت كويتشي سوجياما في طوكيو، اليابان. عندما كان في المدرسة الثانوية كتب العديد من الأعمال الموسيقية الصغيرة. تخرج من جامعة طوكيو مع مرتبة الشرف في عام 1958.

## أعمال
- دراغون كويست مانسترز : تريمز وندرلاند دي 3
- دراغون كويست مانسترز جوكر 2
- دراغون كويست مانسترز جوكر

## وصلات خارجية
- كويتشي سوجياما على موقع IMDb (الإنجليزية)
- كويتشي سوجياما على موقع ميوزك برينز (الإنجليزية)
- كويتشي سوجياما على موقع أول ميوزيك (الإنجليزية)
- كويتشي سوجياما على موقع ديسكوغز (الإنجليزية)
- كويتشي سوجياما على موقع قاعدة بيانات الفيلم (الإنجليزية)
- الموقع الإلكتروني